# Grande-Bretagne aux Jeux paralympiques d'été de 2000
La Grande-Bretagne participe aux Jeux paralympiques d'été de 2000 à Sydney. Elle y remporte cent trente une médailles : quarante un en or, quarante trois en argent et quarante sept en bronze, se situant à la deuxième place des nations au tableau des médailles. La délégation britanniques regroupe 215 sportifs.